# Kaufungen
Kaufungen är en kommun (Gemeinde) i Landkreis Kassel i Hessen i mellersta Tyskland. Befolkningen uppgår till cirka 13 000 invånare, på en yta av 26 kvadratkilometer. Kommunen bildades 1 december 1970 genom en sammanslagning av de tidigare kommunerna Oberkaufungen och Niederkaufungen.
Kafungen är vänort med svenska Ale kommun.